# 西林岸古拔
西林岸古拔（1949年11月28日—2018年3月20日），馬來西亞政治人物。可簡稱西林岸。沙巴州資源發展及資訊工藝部部長、沙巴州巴吉納丹區州議員、沙巴民统黨代理署理主席。1990至2004年間，連選連任蘭瑙州議席議員。本屬沙巴團結黨，1994年第二次勝選後跳槽國陣。2008年全國大選一度轉戰國會議席，曾任兰瑙国会议员、沙民统副主席 。2013年返回州議會，在巴吉納丹區勝選後出任州部長。
2018年3月20日，因心臟病發逝世，歸葬蘭瑙故家。